# Heterospilus breviatus
Heterospilus breviatus är en stekelart som beskrevs av Shi, Yang och Chen 2002. Heterospilus breviatus ingår i släktet Heterospilus och familjen bracksteklar. Inga underarter finns listade i Catalogue of Life.